# Dozier (Alabama)
Dozier es un pueblo ubicado en el condado de Crenshaw en el estado estadounidense de Alabama. En el censo de 2000, su población era de 391. 

## Demografía
En el 2000 la renta per cápita promedia del hogar era de $ 13.750$ , y el ingreso promedio para una familia era de 16.667$. El ingreso per cápita para la localidad era de 8.964$. Los hombres tenían un ingreso per cápita de 23.438$ contra 18.750$ para las mujeres.

## Geografía
Dozier está situado en 31°29′43″N 86°22′0″O / 31.49528, -86.36667 (31.495233, -86.366592).
Según la Oficina del Censo de los EE. UU., la ciudad tiene un área total de 2.96 millas cuadradas (7.66 km ²).